# Gerry Tinker
Gerald "Gerry" A. Tinker (Miami, 19 januari 1951) is een voormalig Amerikaanse sprinter en football-speler. Bij het sprinten werd hij olympisch kampioen op de 4 x 100 m estafette en had vijf jaar lang het wereldrecord in handen.

## Biografie
Tinker studeerde aan het Coral Gables Senior High School in Miami en blonk hier al uit in football en atletiek.
Op de Olympische Spelen van 1972 in München veroverde hij tezamen met zijn teamgenoten Eddie Hart, Larry Black en Robert Taylor gouden medaille op de 4 x 100 m estafette. Hij liep als derde loper. Het Amerikaanse estafetteteam verloeg, met een verbetering van het wereldrecord tot 38,19, de estafetteteams uit de Sovjet-Unie (zilver; 38,50) en West-Duitsland (brons; 38,79).
Na de Olympische Spelen werd hij professioneel football-speler. Hij speelde bij de Atlanta Falcons (seizoen 1974 en 1975) en hierna bij de Green Bay Packers (seizoen 1976).

## Titels
- Olympisch kampioen 4 x 100 m estafette - 1972
- NCAA kampioen 60 m (indoor) - 1973

## Palmares

### 4 x 100 m estafette
- 1972:  OS - 38,19 (WR)

1912: Jacobs, Macintosh, d'Arcy, Applegarth ·
1920: Paddock, Scholz, Murchison, Kirksey ·
1924: Clarke, Hussey, Leconey, Murchison ·
1928: Wykoff, Quinn, Borah, Russell ·
1932: Kiesel, Toppino, Dyer, Wykoff ·
1936: Owens, Metcalfe, Draper, Wykoff ·
1948: Ewell, Wright, Dillard, Patton ·
1952: Smith, Dillard, Remigino, Stanfield ·
1956: Murchison, King, Baker, Morrow ·
1960: Cullmann, Hary, Mahlendorf, Lauer ·
1964: Drayton, Ashworth, Stebbins, Hayes ·
1968: Greene, Pender, Smith, Hines ·
1972: Black, Taylor, Tinker, Hart ·
1976: Glance, Jones, Hampton, Riddick ·
1980: Moeravjov, Sidorov, Prokofjev, Aksinin ·
1984: Graddy, Brown, Smith, Lewis ·
1988: Bryzgin, Krylov, Moeravjov, Savin ·
1992: Marsh, Burrell, Mitchell, Lewis ·
1996: Esmie, Gilbert, Surin, Bailey ·
2000: Drummond, Williams, Lewis, Greene ·
2004: Gardener, Campbell, Devonish, Lewis-Francis ·
2008: Bledman, Burns, Callender, Thompson ·
2012: Carter, Frater, Blake, Bolt ·
2016: Powell, Blake, Ashmeade, Bolt ·
2020: Desalu, Jacobs, Patta, Tortu ·
2024: Brown, Blake, Rodney, De Grasse